# Kürdəxanı
Kürdəxanı (ook Kurdakhani) is een 'nederzetting met stedelijk karakter' en administratief deeldistrict in het rajon Sabunçu van de Azerbeidzjaanse hoofdstad Bakoe. De plaats ligt aan de noordkant van het schiereiland Apsjeron, ongeveer 18 kilometer ten noorden van Bakoe, en twee kilometer van de Kaspische Zee. Het heeft ongeveer 6.800 geregistreerde inwoners (2022), maar telt in de praktijk ruim 10.000 inwoners.

## Geschiedenis
De vroegste bewoning van het gebied in Kürdəxanı zou tot minstens twee millennia teruggaan, wat wordt ondersteund door archeologische artefacten. Er zijn een aantal historische monumenten:
- Sheykh Ali Shirvani khanqah en moskee - gebouwd in 1448
- Haji Zeynal hamam - gebouwd in de 17e eeuw
- Haji Jafargulu hamam - gebouwd in de 16e eeuw
- Juma-moskee - 14e eeuw (herbouwd in 2007)

Kürdəxanı was een van de plaatsen die niet werden getroffen door de Maart Massaslachting (1918), toen bij gewapend conflict tussen de Müsavat en bolsjewieken, duizenden Azerbeidzjanen in Bakoe en omgeving omkwamen door toedoen van aanhangers van de Armeense Dashnak.

## Delen
Kürdəxanı ligt aan de noordkant van het schiereiland Apsjeron, en is kent ten oosten van de plaats zoutmeren en moddervulkanen. De Kürdəxanı is verdeeld in drie delen: oude wijk, nieuwe wijk en tuinen.

### Oude wijk
De oude wijk is het oudste deel van Kürdəxanı. Een lokale school, kleuterschool en een Juma-moskee bevindt zich in dit deel.

### Nieuwe wijk
De nieuwe wijk ligt aan de westkant en bestaat voornamelijk uit post-Sovjet-huizen op voormalige sovchoz-gronden. Inwoners zijn voornamelijk vluchtelingen uit Karabach, maar ook niet-lokale bevolking afkomstig uit nabijgelegen gemeenten.

### Tuinen
Plaatselijke bewoners hebben extra land aan zee, dat "Ləhiş bağları" (Lahij-tuinen) wordt genoemd. Er staat een moskee in de tuinwijk die in de 19e eeuw door de lokale bevolking is gebouwd, naast een khanqah van een Ahi-broederschap die in 1448 werd gebouwd.

## Geboren
Er zijn verschillende prominente Azerbeidzjanen in Kürdəxanı geboren, waaronder:
- Vasim Məmmədəliyev (1942-2019) - Azerbeidzjaanse wetenschapper van oosterse studies
- Hüseynbala Ağaverdiyev (1888-1937) - Azerbeidzjaanse revolutionair en staatsman. Minister van Staatseigendom en Cultuur van Azerbeidzjaanse SSR. In 1937 geëxecuteerd tijdens de Grote Zuivering. Een straat werd naar hem vernoemd.
- Abbasqulu Kazımzadə (1882-1947) - medeoprichter van de Müsavat-partij, lid van het parlement van de Democratische Republiek Azerbeidzjan
- Baba Pünhan (1948-2004) - Azerbeidzjaanse dichter

## Diversen
Kürdəxanı heeft een relatief modern "Yamin kasteel" (Azerbeidzjaans: Yamin qalasi), genoemd naar zijn bouwer Yamin die dit "kasteel" met zijn eigen handen bouwde.